# Lacuna parva
Lacuna parva, tên tiếng Anh: tiny lacuna, là một loài ốc biển, là động vật thân mềm chân bụng sống ở biển trong họ Littorinidae.

## Hình ảnh

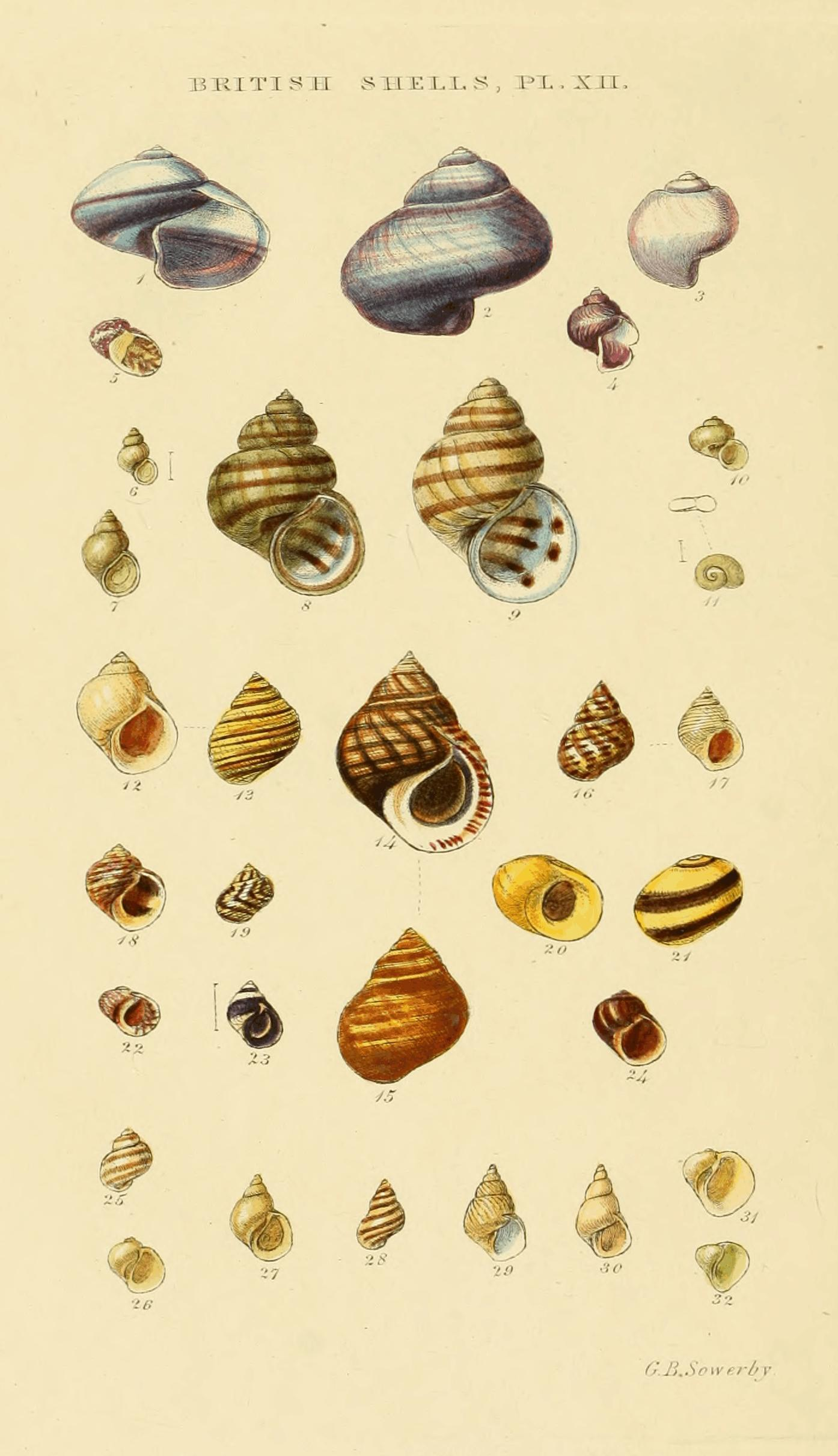